# Jaskinia Mažarná
Jaskinia Mažarná (słow. Jaskyňa Mažarná lub Mažiarna) – jaskinia krasowa w zachodniej części grupy górskiej Wielkiej Fatry na Słowacji. Całkowita długość jaskini wynosi 130 m.

## Położenie
Jaskinia znajduje się na terenie tzw. Krasu Wielkofatrzańskiego na terenie katastralnym wsi Blatnica w Wapiennej Dolinie (Vápenná dolina), będącej lewostronnym odgałęzieniem Doliny Gaderskiej (Gaderská dolina). Znajduje się w północno-zachodnich, mocno rozczłonkowanych zboczach góry Tlstá (1414 m), w potężnej ścianie skalnej w zamknięciu dolinki Mažarná, bądącej prawą odnogą wspomnianej wyżej Doliny Wapiennej. Wylot jaskini znajduje się na wysokości 830 m n.p.m.

## Opis jaskini
Jaskinia powstała w pochodzących ze środkowego triasu wapieniach tzw. płaszczowiny choczańskiej. Otwiera się szerokim, płaskim, portalowym wejściem, które w obie strony przechodzi w wyraźne przewieszki skalne. Główną komorę jaskini tworzy horyzontalna, rozległa, ale dość niska sala o soczewkowatym kształcie, która w głębi dzieli się na dwie odnogi. Dno jaskini pokryte jest w większości ostrokrawędziastym gruzem skalnym, będącym produktem wietrzenia mrozowego. Skromną szatę naciekową tworzą nieliczne, masywne stalagnaty oraz nacieki ścienne barwy białej, szarawej lub żółtawej. W komorze pomiędzy korytarzami znajduje się misa wapienna z krystalicznie czystą wodą. W miesiącach wiosennych w jaskini występuje okresowy ciek wodny. Jaskinia powstała ok. 15 mln lat temu i obecnie jest w okresie senilnym (co oznacza, że ani ona ani jej szata naciekowa już się nie rozwijają). W okresie zimowym nad wylotem jaskini tworzą się bogate nacieki lodowe.
Średnia wilgotność w głębi jaskini wynosi 92 %, a średnia temperatura ok. 6 °C.
W zimowych miesiącach jaskinia Mažarna jest miejscem zimowania kilku gatunków nietoperzy.
Od 1981 r. jaskinia, z uwagi na jej znaczenie dla paleontologii i archeologii, jest objęta ochroną jako pomnik przyrody (słow. prírodná pamiatka jaskyňa Mažarná). Obowiązuje w niej piąty (najwyższy) stopień ochrony.

## Dzieje poznania
Z racji swego usytuowania jaskinia znana była od bardzo dawna. Zasiedlona została już u schyłku epoki kamiennej, w eneolicie (ok. 2600–2200 r. p.n.e.), a mieszkańcy przebywali w niej aż do epoki brązu. Należy do najwyżej położonych, zamieszkanych w prehistorii jaskiń Słowacji.
Od XVI w. Mażarna służyła jako okresowe schronienie pasterzom wołoskim, później myśliwym i robotnikom leśnym. W 1944 r. wykorzystywana była przez słowackich partyzantów jako schronienie dla rannych w okresie słowackiego powstania narodowego.
Pierwsze badania archeologiczne w jaskini przeprowadził w drugiej połowie XIX w. Pavel Križko. Znalazł wówczas szczątki szkieletów ludzkich z 3 tysiąclecia p.n.e. oraz kości niedźwiedzia jaskiniowego (Ursus spelaeus Ros.). W latach 50. XX w. w jaskini miały miejsce rewizyjne badania prowadzone przez Zakład Archeologii Słowackiej Akademii Nauk, którymi kierował dr Juraj Bárta. W latach 70. tego stulecia badaniami paleontologiczno-zoologicznymi w Mażarnej kierował prof. Vojen Ložek, a speleologicznymi – dr Pavol Mitter.

## Turystyka
Wylot jaskini znajduje się tuż powyżej niebiesko znakowanego szlaku turystycznego z Doliny Gaderskiej na Tlstą (dojście z Blatnicy ok. 1,5 ÷ 2 godz.). Przez długi czas jaskinia nie była jednak udostępniona do zwiedzania. Wejście do niej było zabronione z uwagi na objęcie jej najwyższym stopniem ochrony (Ustawa nr 543/2002 „O ochronie przyrody i środowiska”). Od 2009 r. jest już udostępniona do zwiedzania turystycznego (wejście na własną odpowiedzialność).

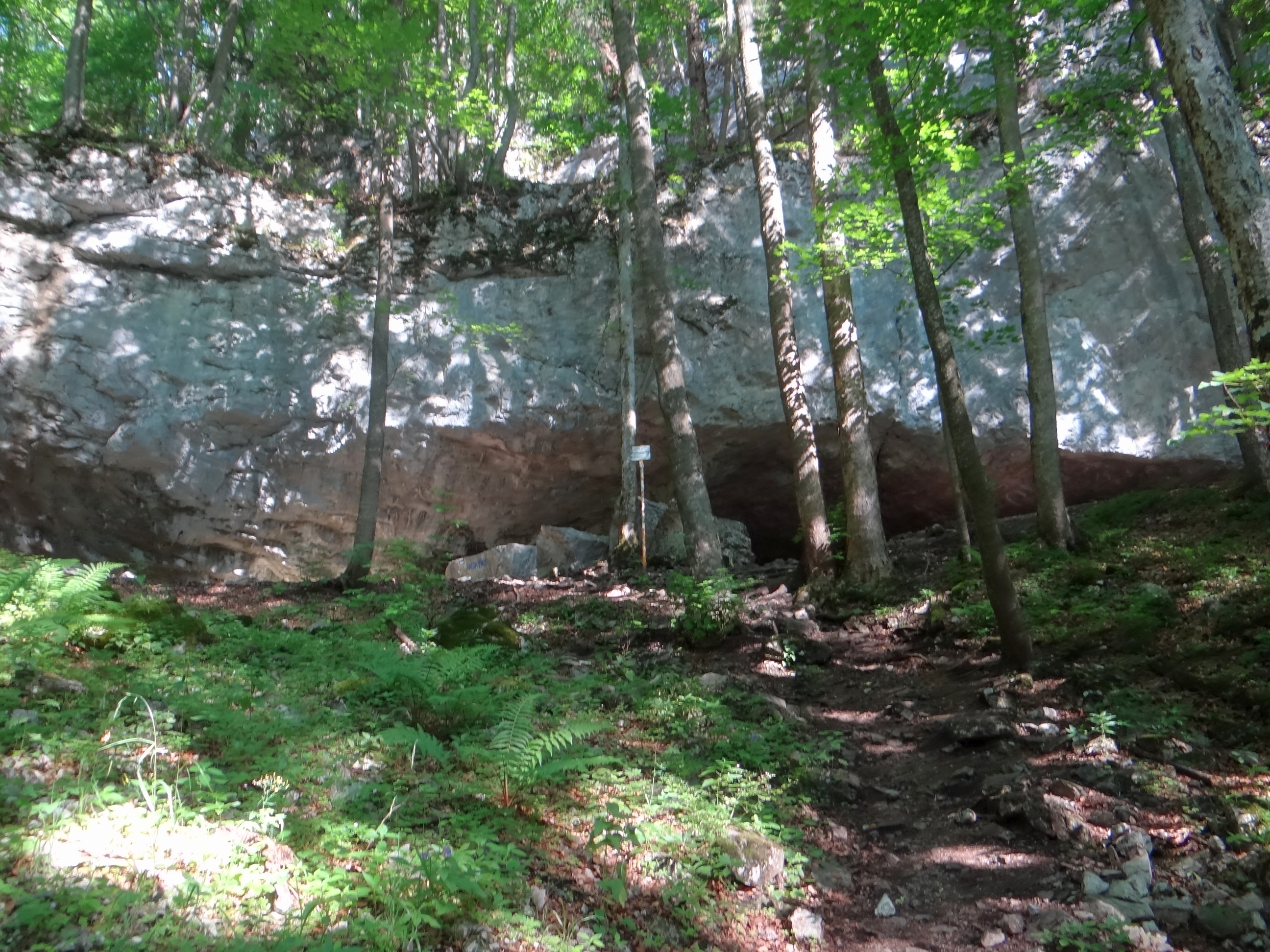
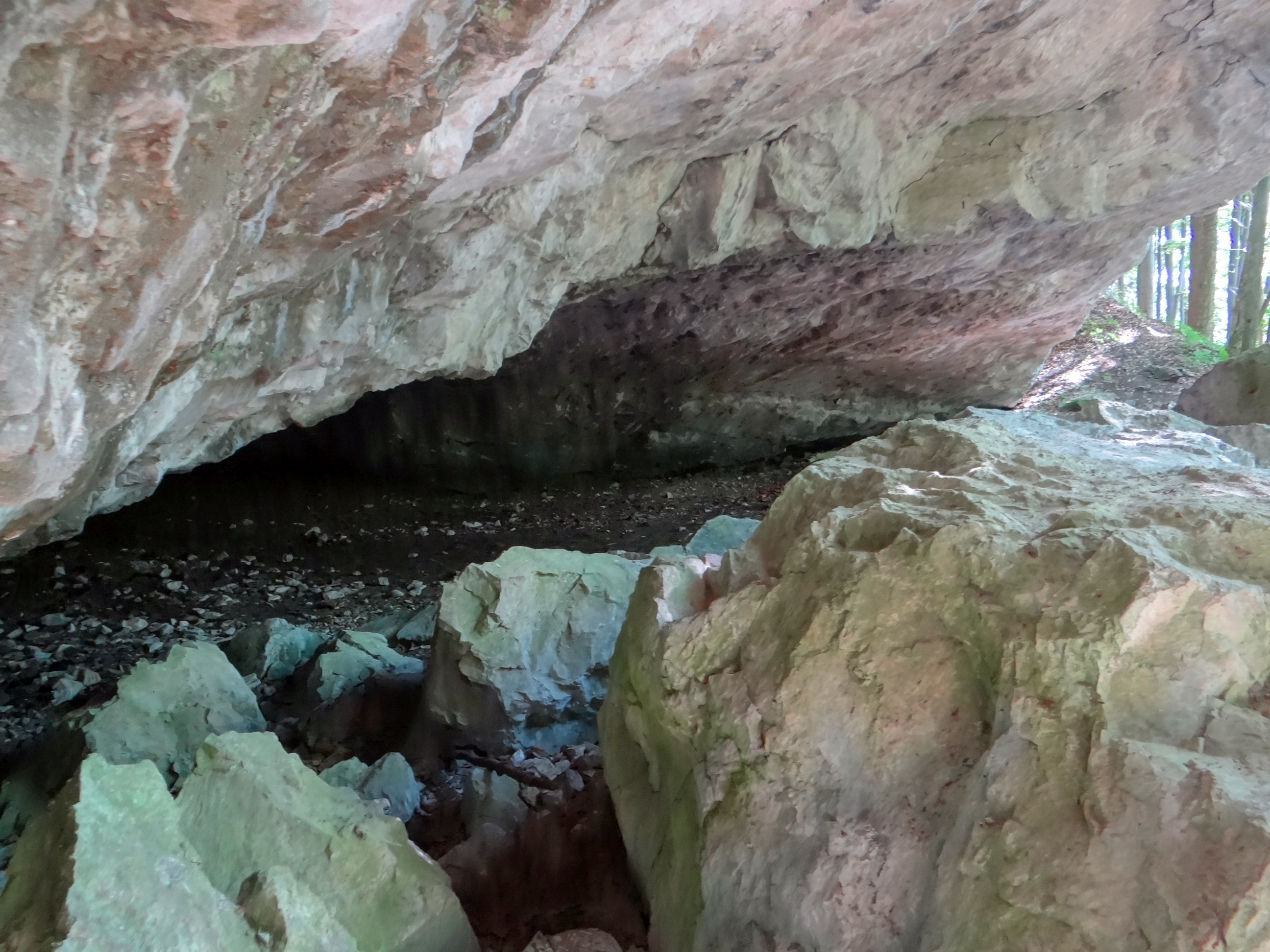
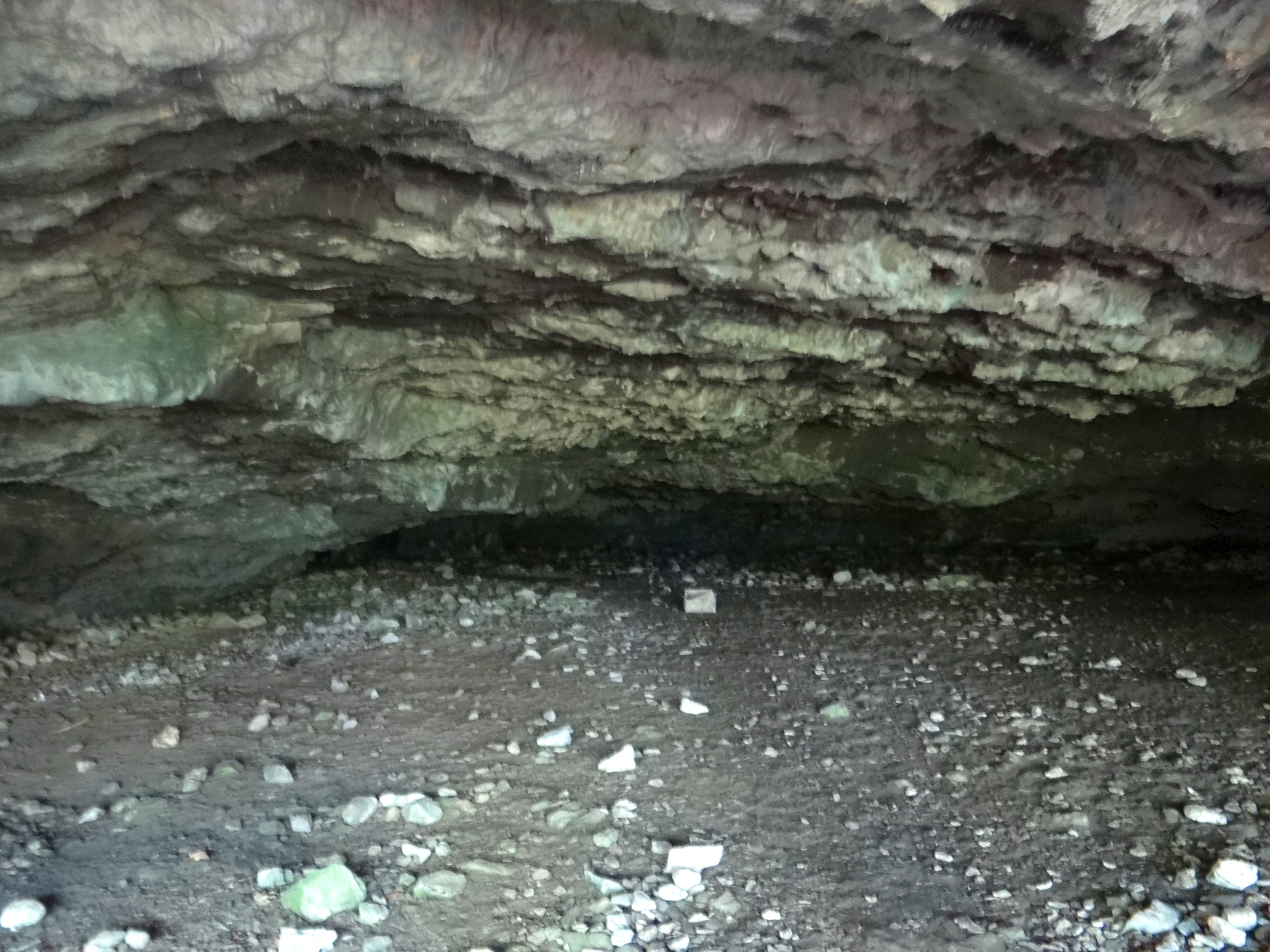
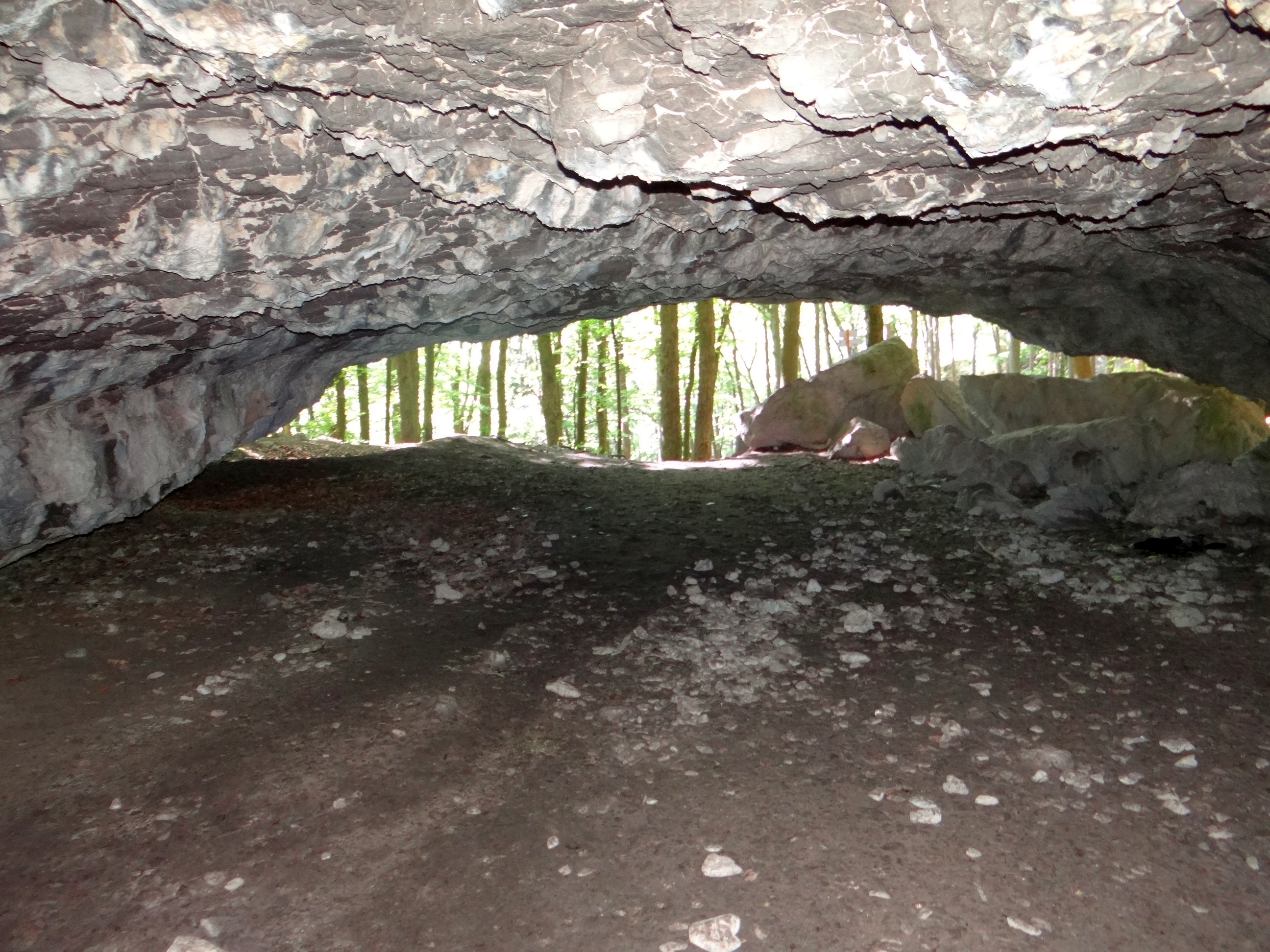
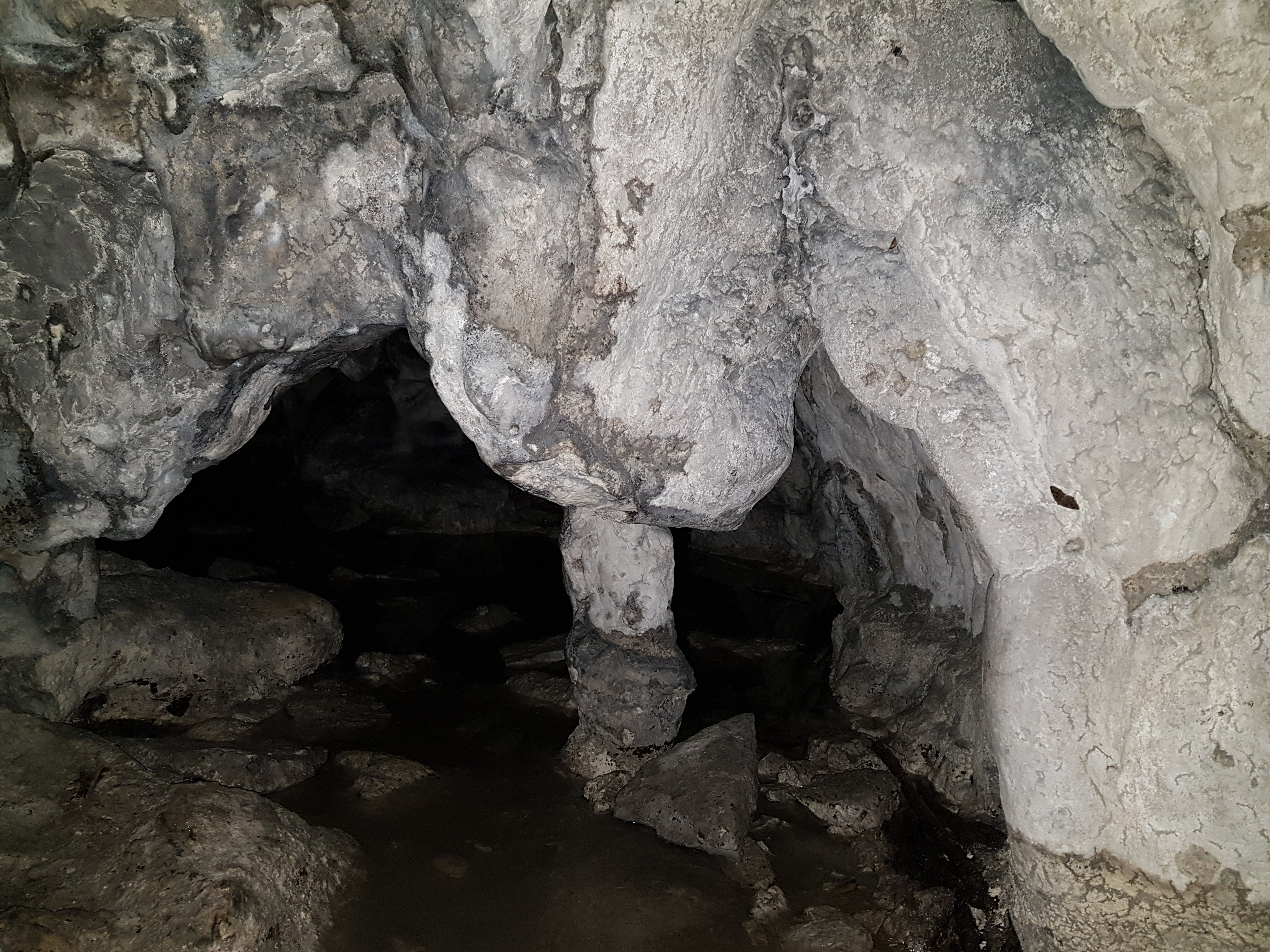
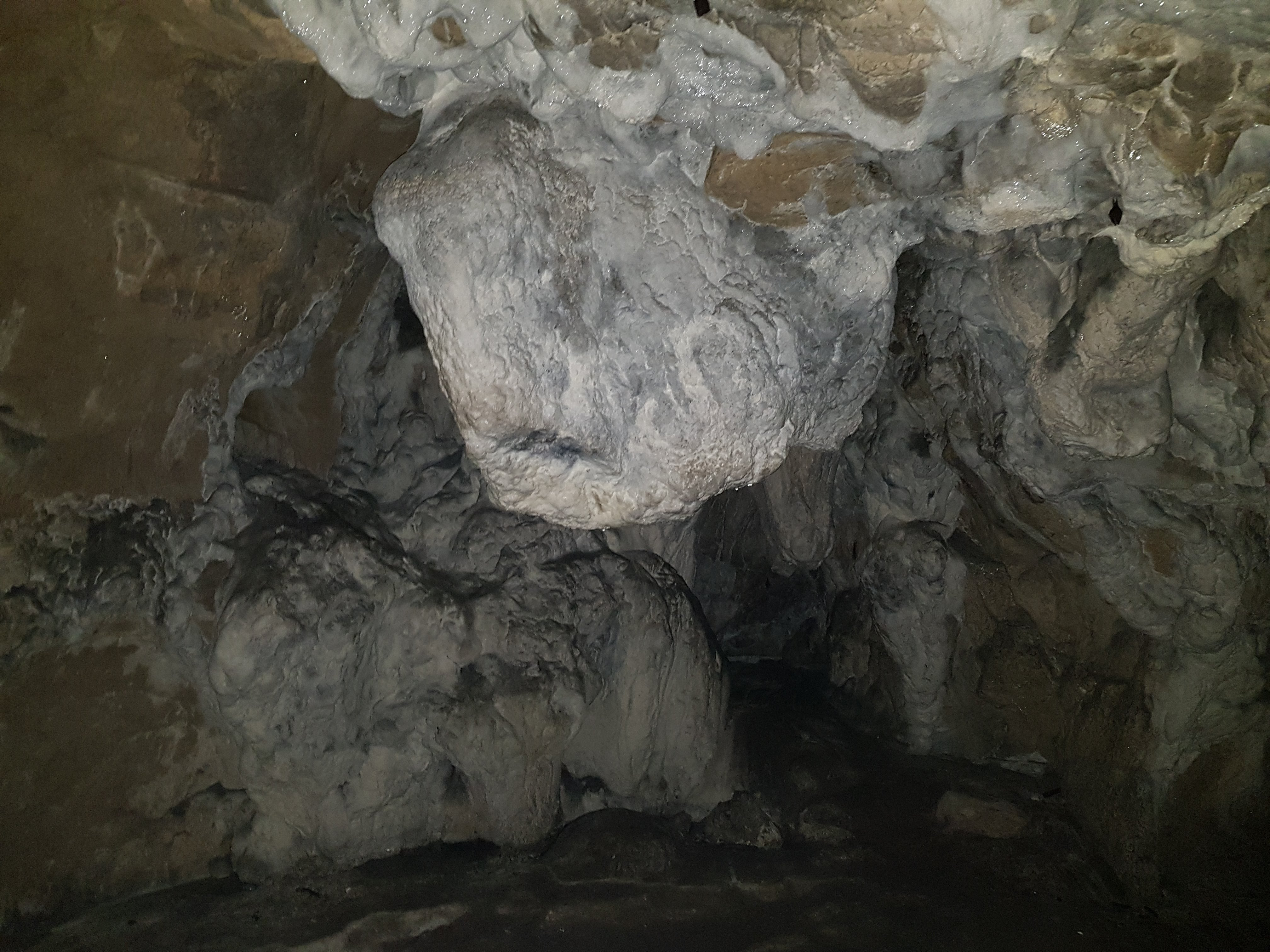
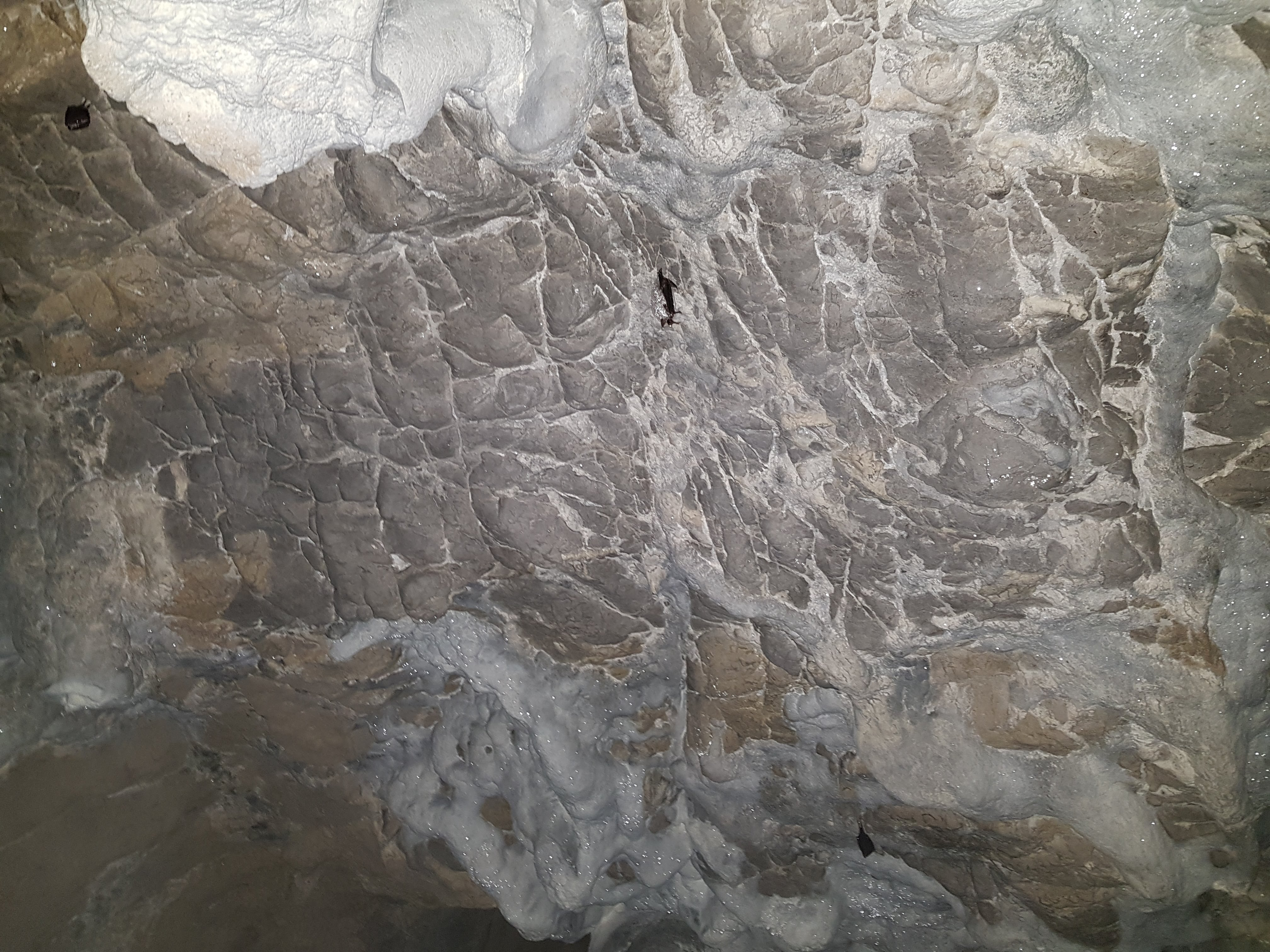
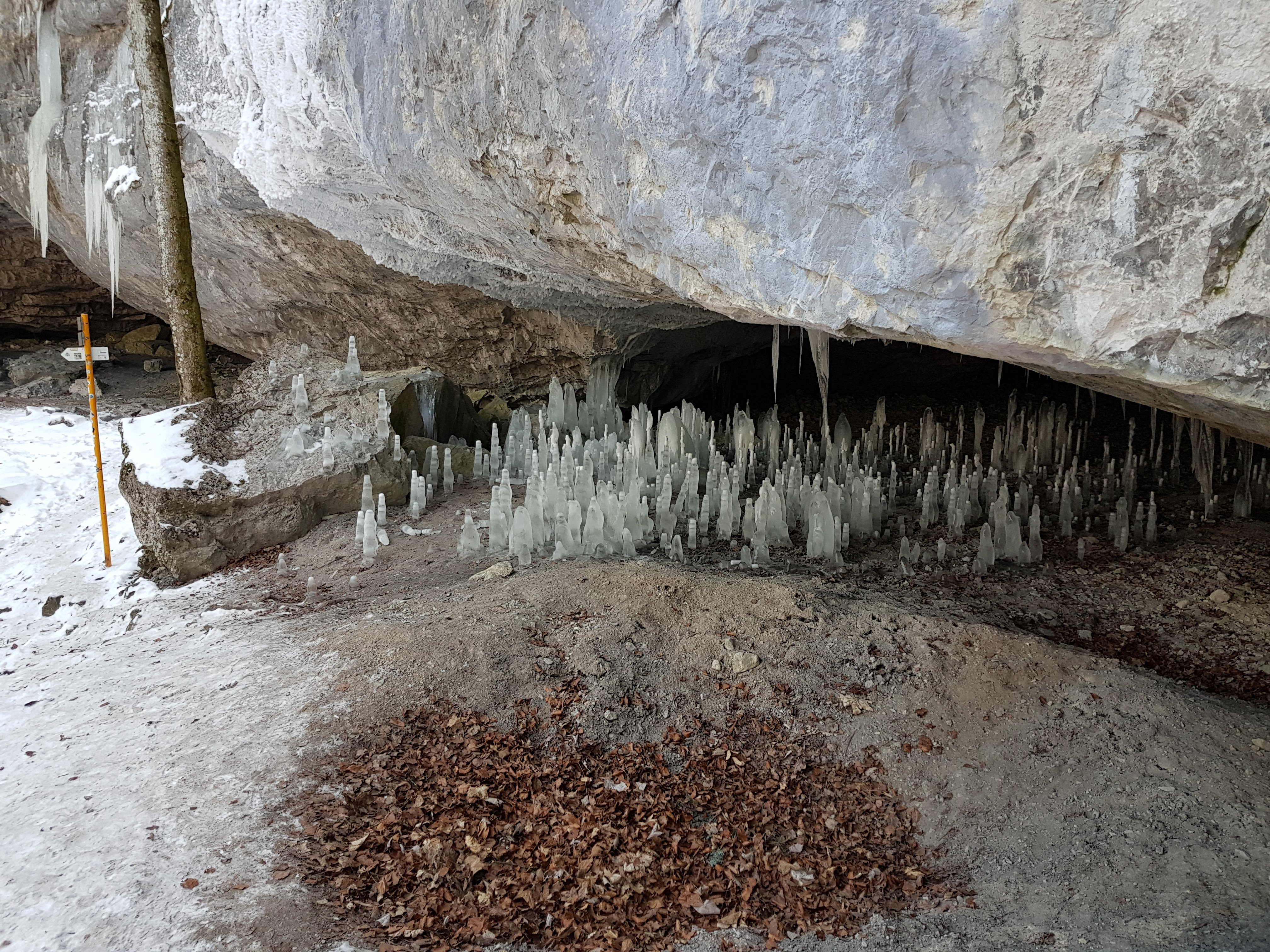